# PGC 213973
LEDA/PGC 213973 ist eine linsenförmige Zwerggalaxie vom Hubble-Typ S0 im Sternbild Drache am Nordsternhimmel. Sie ist schätzungsweise 129 Millionen Lichtjahre von der Milchstraße entfernt und hat einen Durchmesser von etwa 22.000 Lichtjahren.
Im selben Himmelsareal befinden sich u,a. die Galaxien NGC 4210, NGC 4221, PGC 39359, PGC 2682454.